# Aphodius calichromus
Aphodius calichromus är en skalbaggsart som beskrevs av Vladimir Balthasar 1932. Aphodius calichromus ingår i släktet Aphodius och familjen Aphodiidae. Inga underarter finns listade i Catalogue of Life.